# کوارنینتو
کوارنینتو (به ایتالیایی: Quargnento) یک کومونه در ایتالیا است که در استان آلساندریا واقع شده‌است.

## خصوصیات
کوارنینتو ۳۶٫۲ کیلومترمربع مساحت و ۱٬۳۳۴ نفر جمعیت دارد و ۱۲۱ متر بالاتر از سطح دریا واقع شده‌است.